# Manfred Schmadtke
Manfred Schmadtke (* 13. Juni 1935 in Dortmund) ist ein ehemaliger deutscher Schrittmacher.
1952 trat Manfred Schmadtke dem Rad- und Motorclub „Sturm“ Hombruch 1925 bei. Seitdem war er als Funktionär, Trainer und Organisator von Radrennen und selbst als Radsportler aktiv.
Seit 1974 war Schmadtke zudem ein gefragter Schrittmacher bei Steher- und Dernyrennen. Seine größten sportlichen Erfolge waren 1983 Europameister der Profi-Steher mit Bruno Vicino in der Dortmunder Westfalenhalle, 1987 Schweizer Winterbahnmeister der Steher mit Othmar Häfliger in Zürich, 1988 Dritter der Europameisterschaft der Profi-Steher, 1989 Dritter der Steher-WM bei den Profi-Stehern in Lyon, 1991 Europameister der Profi-Steher und 1992 Dritter der Deutschen Profi-Steher Meisterschaft, jeweils mit Torsten Rellensmann, Dritter der Deutschen Steher Meisterschaft der Amateure und Zweiter der Deutschen Dernymeisterschaft der Amateure, 1993 Zweiter der DM-Steher-open, 1994 Dritter der DM-Steher-open und Dritter der DM-Derny-open, jeweils mit Ralph Keller, und 1997 Deutscher Stehermeister (open) mit Stefan Schmitz. 2003 musste er seine Laufbahn nach einem Sturz auf der Radrennbahn Andreasried in Erfurt beenden.
1996 wurde Manfred Schmadtke mit der „Silbernen Ehrennadel“ des Stadtsportbundes Dortmund geehrt.